# Swiss Volley
A Swiss Volley  (SV) é  uma organização fundada em 1957,  que governa a pratica de voleibol na Suíça, sendo membro da Federação Internacional de Voleibol e da Confederação Européia de Voleibol, a entidade é responsável por  organizar  os campeonatos nacionais de  voleibol masculino e feminino no país.